# Melköhällen
Melköhällen, finska: Melkinpaasi, är en ö i Finland. Den ligger i Finska viken och i kommunen Helsingfors i landskapet Nyland, i den södra delen av landet. Ön ligger nära Helsingfors.
Öns area är 0,3 hektar och dess största längd är 150 meter i nord-sydlig riktning. Närmaste större samhälle är Helsingfors, 4,1 km norr om Melköhällen.